# Carl Gustaf Thomson
Carl Gustaf Thomson (13. října 1824 Malmö – 20. září 1899 Lund) byl švédský entomolog.
Thomson studoval na univerzitě ve švédském městě Lund. Byl autorem děl Coleoptera Scandinaviae (1859–1868), Skandinaviens inseckta (1862) a Skandinaviens Hymenoptera (1871–1878).